# Dusty Locane
Dusty Locane (* 11. Juni 1999 in New York; bürgerlich Reginald Miot) ist ein US-amerikanischer Rapper aus Brooklyn, New York.

## Leben und Karriere
Reginald Miot wuchs in Canarsie, Brooklyn, New York auf. Sein Vater ist Haitianer, seine Mutter stammt aus Trinidad. Obwohl er aus gut bürgerlichem Hause stammte, geriet er in seiner Jugend auf die schiefe Bahn, nachdem eine angestrebte Basketballkarriere gescheitert war. Er gehörte den Rollin’ 60s Neighboorhood Crips an. Nach einem Jahr auf dem College wurde er der Universität verwiesen und landete schließlich sogar in Haft. Im Anschluss entschied er sich, es als Rapper zu versuchen. Musikalisch interessiert war er schon in seiner Jugend und hörte Musik von Soca über R&B bis hin zu Gospel und Hip-Hop.
Dusty Locane veröffentlichte am 7. August 2020 seine Debütsingle Rollin n Controllin Freestyle. Am 8. Januar 2021 postete DJ Akademiks zwei Videos von Locane und stellte ihn so neuen Hörern vor. Bis Dezember 2021 hatte der Song 200 Millionen Streams und wurde von der RIAA mit Gold ausgezeichnet.
Locane kündigte sein Debütalbum Untamed für den 19. November 2021 an. Das Erscheinen des Albums wurde jedoch aus Respekt vor dem am 17. November ermordeten Rapper Young Dolph verschoben. Es wurde schließlich am 3. Dezember 2021 veröffentlicht. Das Album enthielt 20 Songs. Am 2. September 2022 veröffentlichte Dusty Locane eine 7-Track-EP mit dem Titel Rollin N Controllin, auf der auch Kajun Waters zu hören ist.
Am 23. September 2022 veröffentlichte Dusty Locane zusammen mit seinen Rapperkollegen Ron Suno, Rah Swish und OnPointLikeOP ein Kollaboalbum mit dem Titel Say Dat. Das Album enthält acht Songs. Am 31. Oktober 2022 veröffentlichte Dusty Locane das Album Nightmare On Da Fifth. Das Album wurde von der Single Cremate (Run Outta Lucc) unterstützt, auf der Stelly Hundo, OMB Jay Dee und 3Kizzy zu hören waren. Das Album enthielt 15 Songs und Gastauftritte von 3Kizzy, Kajun Waters, SFIV5, TaTa, Stelly Hundo und OMB Jay Dee. Drei der Songs des Albums wurden auf früheren Dusty Locane-Projekten veröffentlicht, wie z. B. PRESSURE und ROLANDO 2 (Catch The Rain), beide von Rollin N Controllin und WAY BACC von Say Dat.
Am 5. Dezember 2022 veröffentlichte Dusty Locane eine EP mit dem Titel Catch Da Flu. Die EP enthielt 6 Songs.

## Privatleben
Im November 2022 trat Reginalod Miott eine ein bis dreijährige Haftstrafe wegen Vergehen gegen das Waffenrecht an. Die dazugehörigen Taten stammen aus der Zeit zwischen 2019 und 2020. Er wurde am 15. Februar 2024 entlassen.
Miott hat zwei Söhne und eine Tochter.

## Diskografie

### Alben
- 2021: Untamed (95MM)
- 2022: Nightmare On Da Fifth (955 MM)

### Mixtapes
- 2022: Say Dat (mit Rah Swish, Ron Suno and OnPointLikeOP)
- 2023: -95 Degrees (mit Kajun Waters)
- 2023: From Da Flu With Luv

### EPs
- 2022: Rollin N Controllin
- 2022: Catch Da Flu

### Singles
- 2020: Rollin n Controllin Freestyle (US: Platin)
- 2020: Rolando (Caught in the Rain) (US: Gold)
- 2021: Intro 2 Me, Pt 1
- 2021: Rumble
- 2021: Move Doley (feat. OnPointLikeOp)
- 2021: Rollin n Controllin, Pt. 2 (Picture Me)
- 2021: Best Friend (feat. 8anditt)
- 2021: Canes World
- 2022: Cremate (Run Outta Lucc) (feat. Stelly Hundo, OMB Jay Dee & 3Kizzy)
- 2022: Trenches (feat. Ditta)
- 2022: Rollin N Contollin, Pt.3 (Been Rollin)
- 2022: Demise (feat. 3Kizzy)
- 2022: Slide (feat. 3Kizzy)
- 2023: Stay Dangerous (feat. OnPointLikeOP)
- 2023: Mr Smith (Top Shoota) (feat. Great John)
- 2024: Beast Out The Cage
- 2024: Darc Room

### Gastbeiträge
- 2021: Grabba (Remix) (Ron Suno feat. Dusty Locane)
- 2021: Try It (Remix) (Azjah feat. Dusty Locane)
- 2021: Pop Out (Lil Skrap1090 feat. Dusty Locane & G Herbo)
- 2022: Beautiful Girl (Remix) (Nhale feat. Dusty Locane)
- 2022: Ratchets (KitschKrieg feat. Dusty Locane & SFR)
- 2022: Stickup (Jim Jones & DJ Drama feat. Dusty Locane & OnPointLikeOp)
- 2022: Shoes (Ron Suno feat. Dusty Locane & Rah Swish)
- 2022: Seeing Red (7evil7ins feat. Dusty Locane & Rah Swish)
- 2022: Yung, Rich and Famous (Zion Foster feat. Dusty Locane)
- 2022: Chevelle (Remix) (Kajun Waters feat. Dusty Locane)
- 2022: Burpees (Allblack feat. Dusty Locane)
- 2023: Free Cane (SFIV5 feat. Dusty Locane)
- 2023: Birthday (Fergie Baby feat. Kajun Water & Dusty Locane)
- 2023: Nothing To Fuc Wit (Pacman da Gunman feat. Dusty Locane)

## Auszeichnungen für Musikverkäufe
| Land/RegionAuszeichnungen für Musikverkäufe (Land/Region, Auszeichnungen, Verkäufe, Quellen) | Gold  | Platin  | Verkäufe  | Quellen  |
| -------------------------------------------------------------------------------------------- | ----- | ------- | --------- | -------- |
| Vereinigte Staaten (RIAA)                                                                    | Gold1 | Platin1 | 1.500.000 | riaa.com |
| Insgesamt                                                                                    | Gold1 | Platin1 |           |          |